# HMS Dunedin
Le HMS Dunedin était un croiseur léger de classe Danae construit pour la Royal Navy dans les années 1910.

## Historique
En octobre 1920, il est envoyé avec les trois autres navires britanniques assurer la protection des déchargements de munitions destinés à la Pologne, à Dantzig.

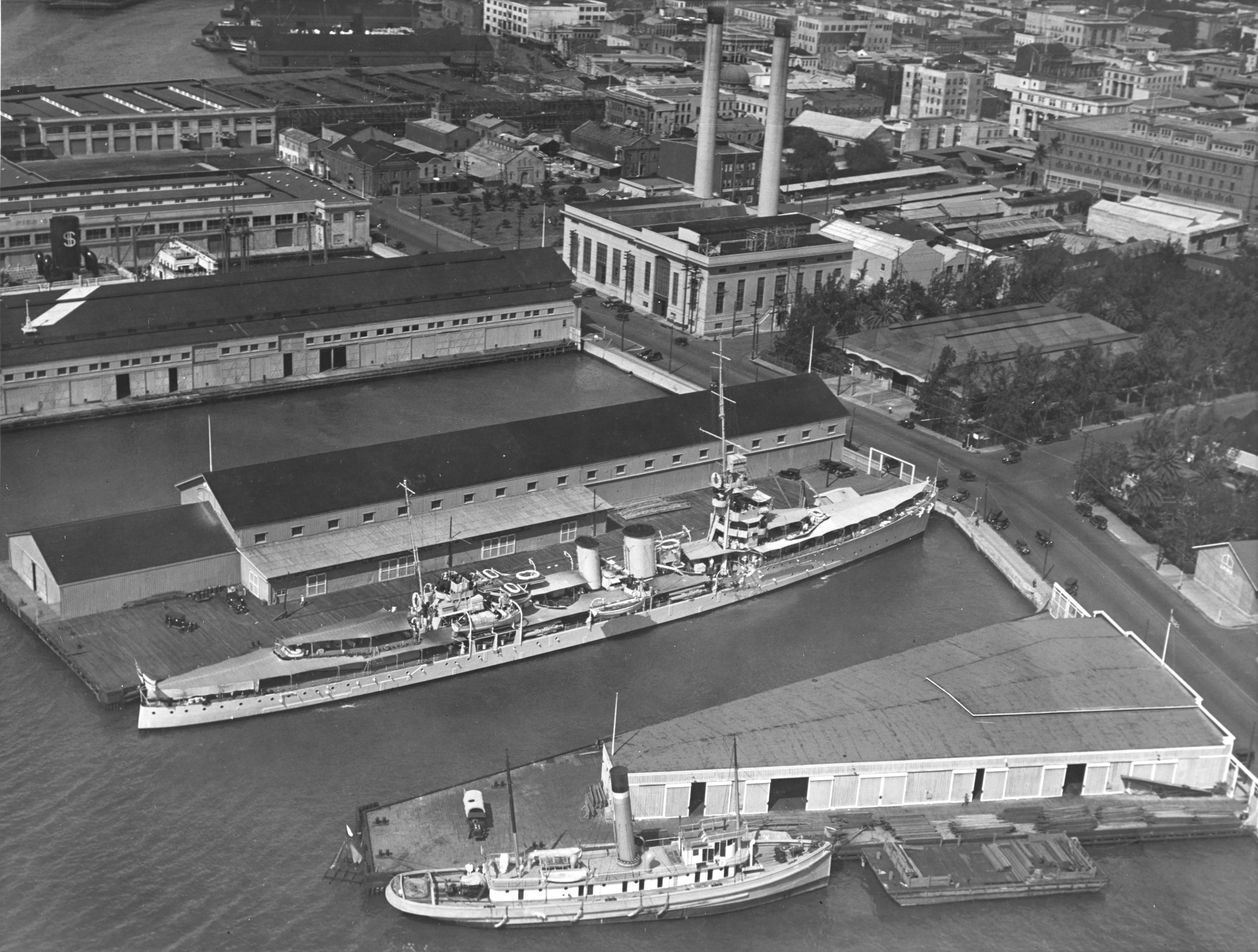
Le Dunedin à quai à Honolulu le 11 février 1927.

En 1931, il porte assistance à la population de Napier, en Nouvelle-Zélande, après le tremblement de terre de Hawke's Bay. Il effectue cette mission en compagnie du sloop Veronica et du croiseur Diomede.

### Seconde Guerre mondiale
Au début de la Seconde Guerre mondiale, le Dunedin participe à la traque des cuirassés allemands Scharnhorst et Gneisenau après le naufrage du croiseur auxiliaire Rawalpindi.
Au début de l'année 1940, le Dunedin patrouille en mer des Caraïbes, où il intercepte le navire de commerce allemand Heidelberg à l'ouest du passage du Vent. L'équipage du Heidelberg l'avait abandonné avant qu'il ne soit capturé par le croiseur. Quelques jours plus tard, le Dunedin et le destroyer Assiniboine interceptent et capturent le navire de commerce allemand Hannover à proximité de la Jamaïque. Renommé HMS Audacity, le navire sera converti et deviendra le premier porte-avions d'escorte ayant servi dans la Royal Navy durant la Seconde Guerre mondiale. Entre juillet et novembre, le Dunedin, en collaboration avec le croiseur Trinidad, maintiennent un blocus au large de la Martinique, embouteillant en partie trois navires de guerre français, dont le porte-avions Béarn.
Le 15 juin 1941, il capture le pétrolier allemand Lothringen. La Royal Navy le réutilise en tant que pétrolier ravitailleur et le renomme Empire Salvage. Il capture ensuite trois navires du régime de Vichy, le Ville de Rouen large de Natal, le navire marchand Ville de Tamatave à l'est de Saint-Paul-les Roches, et enfin le d'Entrecasteaux.
Le 24 novembre 1941 à 15 h 26, alors qu'il patrouillait dans l’Atlantique Central, le Dunedin est torpillé à deux reprises au nord-est de Recife, au Brésil, par le sous-marin allemand U-124. Le navire coule en quelques minutes, emportant 486 officiers et hommes d'équipage. Il n'y a que 63 survivants.